# 朝日電視台
株式會社朝日電視（日语：／ Kabushiki kaisha Terebi Asahi ?），通稱朝日電視台（テレビ朝日），簡稱「EX」（源自其識別呼號JOEX-DTV）、「朝視」（テレ朝），是以日本關東廣域圈為主要播出區域的民營無線電視台，為日本五大電視聯播網之一的全日本新聞網（ANN，又稱「EX系」）之核心局。遙控器號碼是5頻道（類比電視時代是10頻道）。現在朝日電視台是朝日電視控股的全資子公司。該公司除了無線電視之外，亦持有衛星電視頻道BS朝日及朝日電視頻道。
朝日電視台在開播時名為日本教育電視台（後對外改稱NET電視台），播出的節目也以教育節目為主。但因僅靠教育節目難以維持公司營運，遂逐漸增加娛樂等其他節目的播出比例，公司性質實質上從教育電視台轉換為一般電視台。1970年代，朝日新聞社成為NET電視台最大股東，並將公司名稱改為全國朝日放送，正式轉換為一般電視台。在21世紀之前，朝日電視台的收視率長期在東京的民營電視台位居第四位，僅高於東京電視台。但另一方面，朝日電視台通過在平日22點時段播出新聞節目、23時之後播出綜藝節目這一獨特編排而確立了其在22時之後時段的收視優勢。進入21世紀後，朝日電視台的收視率排名有明顯提高，並且和森大廈一同在六本木地區的再開發過程中扮演重要角色。

## 標誌及名稱
NET電視台的標誌為一電視屏幕內有數字「10」（NET電視台的遙控器號碼）及日文:29。NET電視台更名為朝日電視台之後，在電通的協助下啟用了企業識別，選擇橙色及綠色作為企業象徵色，並啟用了由幾何圖形組成的數字「10」圖案作為商標:240-241。為提高新台名的知名度，朝日電視台還在當時製作了由阿久悠作詞、小林亞星作曲的《朝日電視台之歌》，在每日開播及收播時播出:208-209。為慶祝聯播網完成，朝日電視台在1996年制定了聯播網的象徵標誌。這一標誌是由朝日電視台系列聯播網約5,000名員工在日美歐設計師的作品中選出，由美國設計師提姆·格溫（Tim Girvin）設計。標誌外觀既類似人，又類似太陽，寓意「飛躍感·躍動感·感動·人的合作·網絡」。該標誌在啟用後實質亦作為台標使用，但朝日電視台並未正式更換台標:243-244。
朝日電視台現在的標誌啟用於2003年秋季遷回六本木時，是第三代商標。標準設計為一棒狀圖案，英文部分標準字體是Akzidenz Grotesk Bold，日文部分標準字體是。這個標誌是由英國設計集團tomato（電子音樂樂團Underworld亦有成員加入該集團）和朝日電視台的設計師共同設計:260。朝日電視台還製作了該標誌對聲音產生反應而有不同動作的動畫，棒狀圖案不會出現重複的動作:183。這一動畫在朝日電視台每段廣告播映結束後會出現在畫面約3秒鐘，並且也一度用於朝日電視台的開播和收播短片。

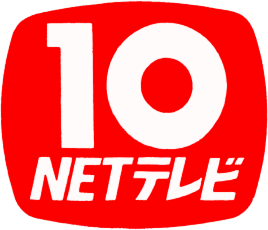
NET電視台（日本教育電視台）的標誌，在1960年至1977年使用
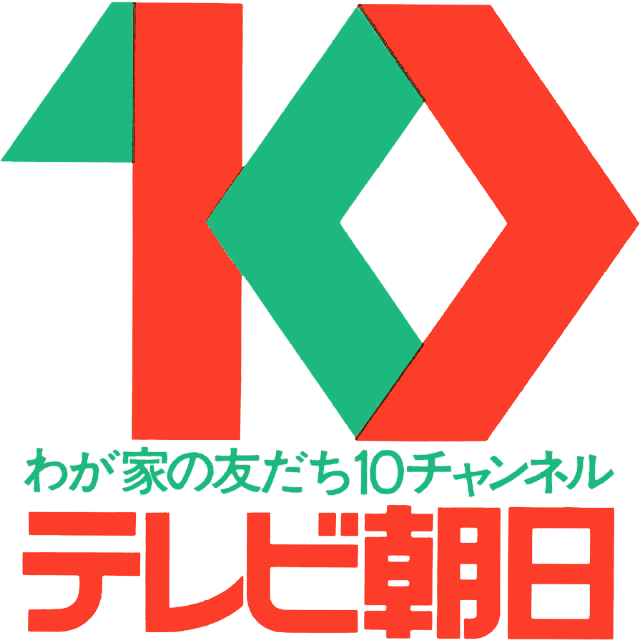
朝日電視台（全國朝日放送）在1977年至2003年使用的標誌
朝日電視台聯播網的象徵標誌，使用於1996年至2003年
朝日電視台自2003年開始使用的現行標誌

### 英文簡稱
朝日電視台在「日本教育電視台」時期的英文簡稱是NET，取自其公司英文名Nippon Educational Television Co., Ltd.，這也是後來「NET電視台」的名稱來源。「日本教育電視台」改名為「全国朝日放送」之後，隨著英文公司名改為Asahi National Broadcasting Co., Ltd.，英文簡稱也改為ANB。雖最初曾有將公司英文名定為All Asahi Broadcasting Co., Ltd.，簡稱定為AAB的方案。但因該名已是註冊商標，加上單一公司卻以「All」為名容易引發歧義，因此定為ANB。之後秋田朝日放送使用「AAB」（Akita Asahi Broadcasting CO., LTD. ）作為英文簡稱。

## 歷史

### 開播初期
NHK綜合頻道及日本電視台在1953年開播之後，電視逐漸開始在日本全國普及，成為民眾重要的娛樂方式:9-10。然而大量低俗節目引發教育、文化界的批評，評論家大宅壯一曾稱電視導致日本「一億總白痴化」；這些批評催生了設立教育電視台的構想:11。1956年2月17日，郵政省發布了「電視用頻率分配計劃基本方針」，京濱地區新獲得三個電視頻道的使用許可。這三個頻道中，其中一個由NHK教育頻道使用，另外兩個則開放民間競標，而民間競標的兩個頻道又分為一個綜合頻道和一個教育頻道，競爭十分激烈。申請業者大致可分類為東映、東寶等電影公司；文化放送、日本放送等廣播公司；旺文社等教育界團體:11-13。在郵政省的整合工作下，以旺文社為中心的日本教育放送和以東映為中心的國民電視台（国民テレビ）、以日本經濟新聞社為中心的日本短波放送等9家競標公司在1957年7月4日統合為東京教育電視台（東京教育テレビ），並在7月8日獲得了民營教育電視台的播出執照:19-20。1957年10月10日，東京教育電視台舉辦成立大會，將公司全銜改為「株式會社日本教育電視台」（株式会社日本教育テレビ）:22；同年11月1日，日本教育電視台正式登記成立:24。日本教育電視台從東映購得六本木的一塊土地作為總部所在地:24，同時通過校招和社招確保了超過200人的員工，使得公司初具規模:26-28。在同時獲得播出執照的富士電視台將開播日期定在1959年3月1日後，日本教育電視台決定將預定的開播日期提前一個月至1959年2月1日:33。1958年12月24日，日本教育電視台開始發射試驗訊號:33。翌年1月9日，日本教育電視台獲得正式播出執照，並於翌日開始在每天晚間進行試播:34。
1959年2月1日上午9時55分，日本教育電視台正式開播:39。開播當月，日本教育電視台每日平均播出6.5小時的節目。至4月時，這一數字延長為10小時:42。隨著大阪府的每日放送和福岡縣的九州朝日放送在同年3月1日開播，日本教育電視台開始擁有聯播其節目的電視台:43。日本教育電視台在開播不久後就參與了這一年4月10日舉辦的皇太子明仁（現上皇）和正田美智子婚禮轉播工作:49-50。1960年5月7日，日本教育電視台工會成立:64。

### NET電視台時期

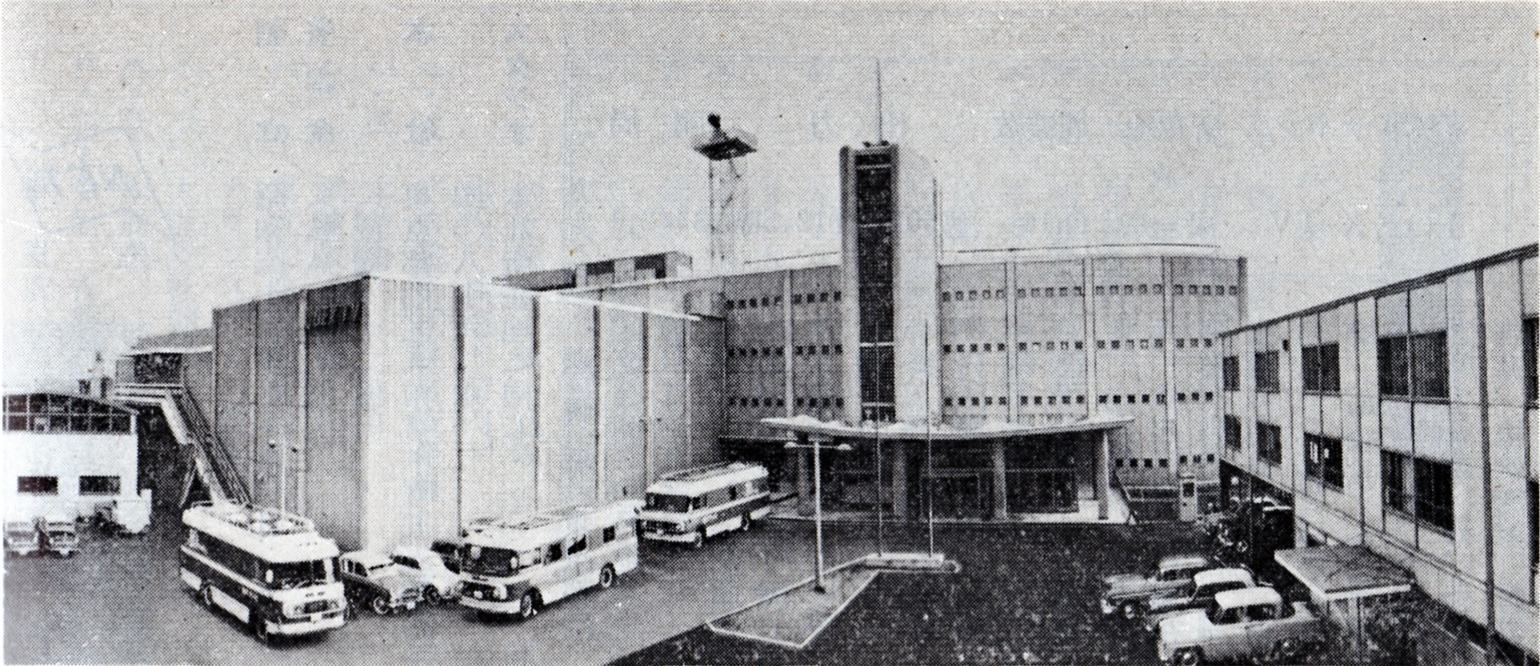
1961年時的NET電視台總部，後改名為「六本木中心」，原址位於今日的六本木新城之內

日本教育電視台取得執照的條件為播出節目中必須有53%以上是教育節目、30%以上的節目是教養節目。然而由於教育類節目大多收視率較低，難以拉到廣告贊助，以教育為中心的節目安排為電視台經營帶來嚴重的負面影響。1959年7月時，日本教育電視台的黃金時段平均收視率不到5%:54。開播數年之後，日本教育電視台的事業收入長期不到其他三家核心局的一半。為改變這一局面，日本教育電視台開始以「培養兒童情操」、「介紹外國文化」為由，大量播放日本國外的電影、電視劇和動畫節目，使這些實際上的娛樂節目勉強符合「教育節目」的條件。同時該台的對外名稱也自1960年12月開始從「日本教育電視台」改為「NET電視台」（NETテレビ）:64-65，實際上逐漸轉變形態為綜合電視台。這一變化也使得NET電視台在晚間黃金時段的收視率在1963年之後達到10%前後，雖仍位居核心局末位，但已大幅縮小和其他三台的差距:57。1961年4月開始，NET電視台在晨間播出節目，實現全天播出:66。
NET電視台向娛樂路線的轉換也引發了經營層的內鬥。和積極推進娛樂化路線的時任NET電視台社長大川博（東映出身）相對，時任NET電視台會長赤尾好夫（旺文社出身）認為過多的娛樂節目有違教育電視台的初衷，對當時低俗節目充斥NET電視台節目表的狀況強烈不滿:61-62。1964年11月，赤尾聯合東映以外的電影公司以及日本經濟新聞社等主要股東，成功在董事會確保多數派勢力，逼迫大川辭去社長職務:61。此後東映在NET電視台的影響力逐漸被朝日新聞社取代:93。翌年朝日新聞社派遣因村山事件而在公司內權力鬥爭中失勢的政治部次長三浦甲子二出任NET電視台董事。而三浦甲子二此後逐漸擴大他在台內的勢力，成為NET電視台實質的掌權者:86-92。
在1960年代，眾多的外國電視電影是NET電視台的招牌節目，因此有「洋片的NET」之稱:67。NET電視台在1964年開始播出的《木島則夫晨間秀》節目開創了日本電視界主婦向資訊節目的先河，取得收視成功，引發其他電視台紛紛效仿:116。同年NET電視台在美國洛杉磯設立了其第一個海外辦事處:109。1966年，NET電視台的連續劇《冰點》轟動一時，其大結局的收視率高達42.7%:121。這一系列的成功使得NET電視台在1966年確定了M·M Line的方針（M·M意為Miss&Mrs），重點主攻女性觀眾:127。M·M Line的節目編排戰略也進一步提高了收視率，使得NET電視台的黃金時段收視率在1969年赶超NHK綜合頻道和富士電視台，僅次於TBS電視台和日本電視台；全日平均收視率更在1969年下半年榮登民營電視各台第一:131。同時NET電視台亦未完全退出教育節目的製作。NET電視台在1962年4月將學校教育節目的開播時間從上午10時提前到9時40分，每週平均播出時間也因此增加至16小時:77。同年NET電視台牽頭發起了民間放送教育協議會（1967年更名為民間放送教育協會:132），加強教育節目的製作:74-75。1960年代前期，隨著名古屋電視台的開播及九州朝日放送成為NET電視台的完全聯播台，NET電視台的聯播網亦得到大幅強化:88-90。
1967年4月，NET電視台開始播出彩色電視節目，並在1969年10月實現晚間黃金時段節目全部彩色化:134-135。1968年之後，隨著日本各地大量UHF新電視台開播，和NET電視台簽訂聯播協議的電視台也快速增加，其中包括北海道電視台、廣島HOME電視台等人口較多地區的聯播台。NET電視台因此在1970年4月1日牽頭設立日本第四個電視聯播網——全日本新聞網（ANN），其在成立時有14家成員:161-163。隨著聯播網的擴大和晚間節目的全彩色化，NET電視台的節目編排戰略從M·M Line轉換為家庭路線，開始播出更多面向女性以外觀眾的節目:169-170。

### 全國朝日放送時期

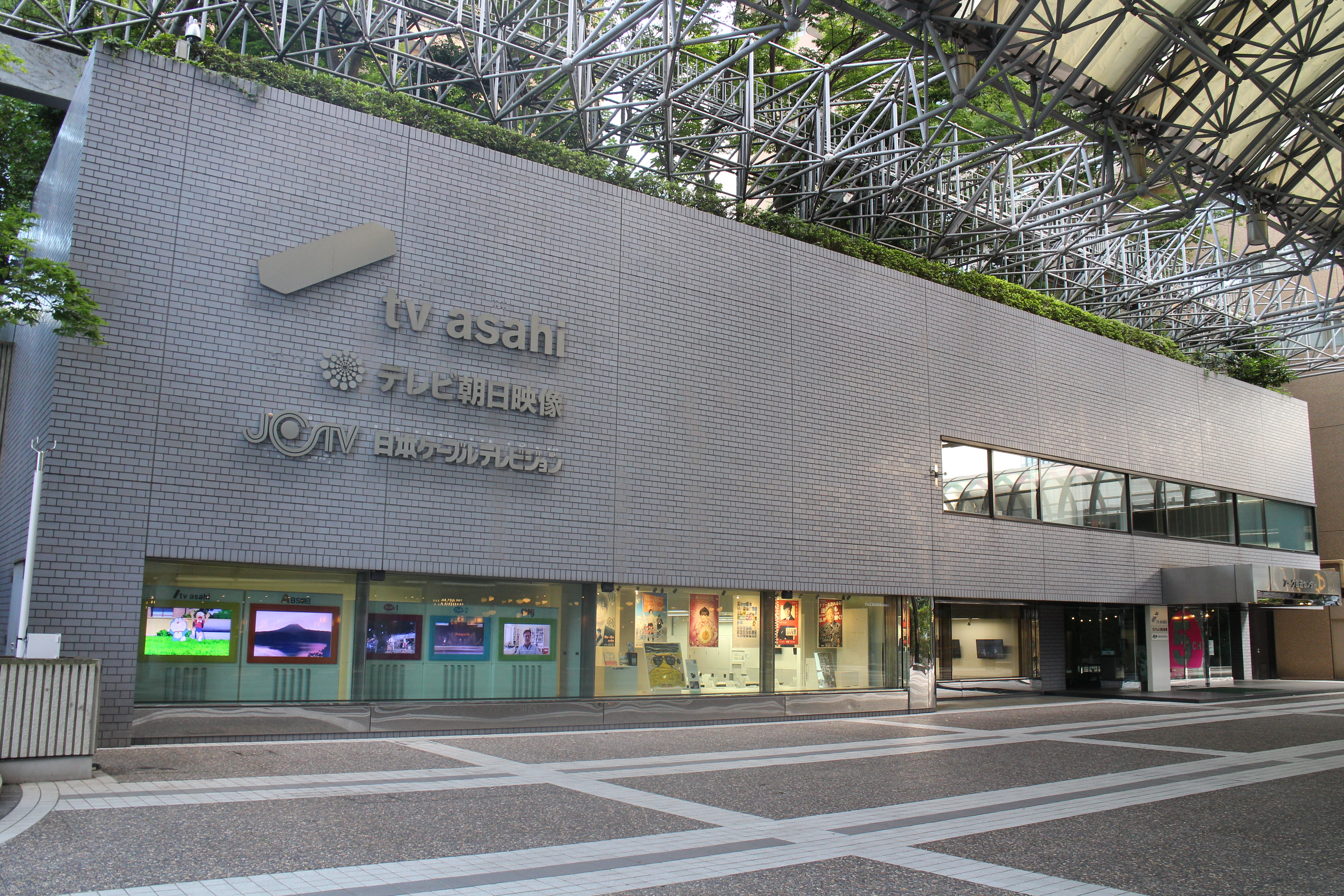
朝日電視台位於赤坂方舟山的廣播中心

1973年11月，郵政省修正了「電視用頻率分配計劃基本方針」，正式廢除民營教育電視台。NET電視台與同為教育電視台的「東京12頻道」（現東京電視台）的播出執照因此從教育電視台改為綜合電視台。1974年3月之後，NET電視台不再播出學校教育節目:200-201。與此同時，日本各主要報社之間對各自持有的電視台股權進行整理。日本經濟新聞社將其持有的NET電視台讓渡給朝日新聞社，令朝日新聞社成為NET電視台的最大股東:204-205。伴隨這次資本整理，1975年，ANN聯播網在近畿地方的加盟台從每日放送改為朝日放送:209-214。1977年4月，NET電視台的正式公司名改為「全國朝日放送株式會社」，通用名稱則改為朝日電視台，並啟用新商標:240-241。這也象徵朝日新聞社在名義上和實質上均掌握了朝日電視台的經營權:122-123。在變更公司名的4月1日當天，朝日電視台自早晨8時播出了長達10.5小時的特別節目:247。朝日電視台的營業額在1976年度突破500億日元，1977年度超過600億日元:209。1978年12月17日，朝日電視台開始播出立體聲節目:267-268。朝日電視台還在1970年代後期進軍出版等領域，開拓廣告以外的收入:264-265。
1977年，三浦甲子二憑藉其和苏共中央國際部日本科科長伊萬·科瓦連科的密切關係得以和蘇聯領導人勃列日涅夫會談，並協助朝日電視台獨家取得1980年莫斯科奧運會在日本的轉播權。這是日本首次有民營電視台獨家獲得奧運會轉播權:241-246，但這一行為也引發了其他民營電視台及NHK的強烈反對:302-303:76。然而在1980年，日本追隨其他西方陣營國家抵制莫斯科奧運會:280-284。朝日電視台因此被迫大幅縮小轉播規模，只播出了田徑、游泳、體操等受矚目的賽事:284-287。這一事件導致朝日電視台蒙受約20億日元的損失:156。三浦甲子二在台內的地位因此動搖:163。
隨著業務量擴大，朝日電視台總部大樓建築群空間逐漸不敷使用。但由於朝日電視台總部所在地在土地利用劃分上屬於住宅用地，難以建設大規模辦公樓:316。朝日電視台因此決定和森大廈合作，共同重新開發六本木地區。朝日電視台總部所在地成為森大廈所計劃的六本木新城再開發範圍的一部分，並且向森大廈提供部分土地。作為交換，森大廈在其開發的方舟山建設新建築，用來作為朝日電視台在六本木新城再開發工程竣工之前的攝影棚使用:315-317。1985年，朝日電視台在方舟山內興建的ARK放送中心正式竣工:225。翌年朝日電視台部分事務部門亦從六本木總部遷入方舟山辦公:230。然而由於日本之後進入泡沫經濟時代，六本木當地地主對森大廈的再開發計劃態度消極，朝日電視台的新總部計劃亦因此大幅延遲:236-237。朝日電視台舊總部在2000年拆除。在新總部就地重建之前，朝日電視台分散在方舟山、四谷、東陽町、神谷町等地辦公:280-285。
朝日電視台的營業額在1983年度首次超過1,000億日元大關:224。1985年《NEWS STATION》的開播令朝日電視台確立了其在平日晚間22點時段的收視優勢，並因此在新聞節目領域居於強勢地位:228-229。1987年時，ANN共有14個加盟台（其中2台是跨網台），遠小於另外3家聯播網（JNN有25台、NNN有27台、FNN有25台）。但受到當時經濟蕭條的影響，朝日電視台時任社長田代喜久雄曾宣布不再開設新台。然而這一發言引發其他加盟台的強烈抗議。朝日電視台因此修正路線，制定了在10年開設10家加盟台的目標。1989年度，朝日電視台雖然營業額在核心局中排名第四，但盈利超過200億日元，位列第一:233。為應對衛星電視時代的到來，朝日電視台在1991年設立朝日衛星電視公司，開始進軍衛星電視領域:237-238。1995年7月，朝日電視台開設了官方網站:148。
在岩手朝日電視台於1996年10月開播後，ANN的加盟台數達到26台，宣告朝日電視台完成了其全國聯播網的组建:242。同年6月，媒體大亨魯柏·梅鐸到訪日本，並和孫正義聯手從旺文社購得朝日電視台的大量股權，危及朝日新聞社的大股東地位:238-244。對此時任朝日新聞社社長中江利忠親自前往美國和梅鐸會面，請求梅鐸不要增持朝日電視台股權，得到梅鐸的口頭同意:246-248。翌年開始，梅鐸對成為朝日電視台大股東一事轉趨消極:255-258。1997年3月，朝日新聞社購買了梅鐸和孫正義持有的朝日電視台股權:262。朝日電視台在同年10月設立經營管理室，開始計劃股票上市:246-247，並在2000年10月3日在東京證券交易所上市:252。
總體來看，在1972年之後的晚間黃金時段（19點至22點）收視競爭中，朝日電視台在大多數時期都處在各核心局中的第四位，僅高於東京電視台，亦低於NHK綜合頻道。若將時間延長至19點至23點，則朝日電視台的收視率在1989年之後穩定超過NHK，但仍低於東京電視台以外的核心局:62-63:229-230:114-115。為改變「萬年收視率第四」這一不名譽局面，朝日電視台自2000年開始進行了眾多重大改革。2000年2月，朝日電視台統合了編成局和製作局，強化節目製作部門與編排部門之間的合作:253。同年4月，朝日電視台對節目表進行大幅改編，全面實施搶跑播出，並強化平日23時的娛樂節目:254。同時朝日電視台還獨家轉播2001年世界游泳錦標賽及日本國家足球隊的亞洲賽事，強化在體育領域的投入:255。2002年6月，朝日電視台正式提出「全社變革推進運動開始宣言」，對公司體制進行全方位改革，並提出了在2004年秋季獲得晚間時段收視冠軍的目標:256-257。朝日電視台在2000年12月正式開播了BS朝日，擁有了自己的BS衛星電視頻道:259-260。

### 遷回六本木
2003年9月29日，朝日電視台總部遷回六本木，正式開始從新總部播出節目:261。在總部遷回六本木前夕，朝日電視台於2002年11月設立了「第三次開台委員會」，對公司形象進行全面刷新。2003年10月1日，朝日電視台將公司正式名稱改為和通稱相同的「株式會社朝日電視」，同時啟用了現行商標:260。同年12月1日，朝日電視台開始播出數位電視訊號，頻道號碼從類比電視時代的10頻道改為5頻道:266-267。2004年，朝日電視台的全日平均收視率達7.5%，時隔32年獲得核心局第三位:262。翌年4月，朝日電視台宣布開始「第2期全社變革推進運動」，制定了黃金時段及晚間時段平均收視率穩定在13%以上、全日平均收視率穩定在8%以上的目標:265。朝日電視台的收視率在2005年度進一步提高，在23時至翌日1時的平均收視率更獲得第一位。同年度朝日電視台的營業額達2,493億日元，創出新高:260。但在2008年度，受到全球經濟急速蕭條的影響，朝日電視台錄得開播後第一次年度赤字:132。
2009年，早河洋繼任朝日電視台社長，成為朝日電視台首位自就職後一直為朝日電視台服務的社長:14。他上任後在2011年提出了名為「digital 5 vision」的經營計劃，目標在2013年度令朝日電視台在黃金時段及晚間時段的收視率進入前兩位:133。朝日電視台的2010年度廣告收入超過TBS電視台，首次成為核心局第三位:146。2012年4月至6月，朝日電視台以黃金時段12.3%、晚間時段12.7%、全日7.9%的收視率首次獲得收視率三冠王。朝日電視台也獲得了2012年全年的晚間時段收視冠軍:17，以及2013年全年的晚間時段、黃金時段收視冠軍。「digital 5 vision」在收視率上的目標基本實現:18。
2011年5月10日，朝日電視台啟用了和三麗鷗共同設計的吉祥物Go醬。:122-123。同年7月24日，朝日電視台停止播出類比電視，完全進入數位電視時代:16。2013年11月29日至12月9日，朝日電視台連續11天每日播出5小時的特別節目，慶祝開播55週年:76。朝日電視台在2014年整合了無線電視和衛星電視的主控室，成為日本第一個無線、衛星電視兼用的主控室:151。2016年度，朝日電視台的廣告收入時隔10年再次更新最高記錄:22。朝日電視台在2017年公佈了新經營計劃「朝日電視台360°」，將無線電視、衛星電視、網路、媒體城四個股份作為事業主軸:135。同年度朝日電視台的廣告收入超過富士電視台，在核心局中排名第二:149。2019年度，朝日電視台的各時段收視率均在核心局中位居次席，僅次於日本電視台。2020年，朝日電視台以11.4%的數字獲得晚間時段（19時至23時）的年間家庭收視率第一，打破了日本電視台連續6年壟斷家庭收視率三冠王的局面。同年12月，朝日電視台在東京臨海副都心的有明地區取得土地，計劃修建新的攝影棚。另一方面，朝日電視台雖然近年在家庭收視率上取得好成績，但由於其不少節目以中高年作為主要目標收視人群，因此在年輕觀眾權重較高的個人收視率上數字低迷。這也引發主攻現役及年輕世代的廣告主對廣告效果的疑問。
朝日電視台在2013年表示將採用廣播控股公司制度，是五家核心局中最晚啟用該制度的公司。在廣播控股公司制度於2014年4月1日正式實施後，原本的公司法人「株式會社朝日電視」更名為「朝日電視控股株式會社」，電視廣播業務則由新設立的朝日電視控股全資子公司「株式會社朝日電視」承接:140。2017年後，ANN聯播網加盟台東日本放送、福島放送、靜岡朝日電視台、青森朝日放送、山形電視台、長野朝日放送、秋田朝日放送、新潟電視台21、岩手朝日電視台成為朝日電視台的權益法子公司，朝日電視台集團的營業額因此超過3,000億日元:142。
朝日電視台是日本電視業界中對網路領域投入最為積極的電視台之一。2015年10月，朝日電視台和其他四家核心局共同開始提供TVer服務，觀眾可在網路上免費收看朝日電視台部分節目。同年朝日電視台還和CyberAgent共同設立了網路電視台AbemaTV，並於翌年4月11日正式開播，提供24個24小時播出的免費頻道:21。2015年4月，朝日電視台和KDDI共同推出隨選視訊服務Video Pass:20，並在2020年將改服務更名為TELASA。朝日電視台在2018年設立網路電視中心，專門負責推進電視和互聯網的融合。朝日電視台在互聯網領域的收入也從2011年度的31億日元增加到2019年度的201億日元。2021年9月，朝日電視台宣布將在2022年初開始在網路上同步播出無線電視的節目，以晚間7時至11時的節目為主。這一構想將在2022年4月11日正式實施。2021財年（2021年4月至2022年3月），朝日電視台獲得開台以來首次家庭收視率三冠王，個人收視率則在晚間時段獲得第一。2022年2月，時任朝日電視台社長龜山慶二因被查出使用公款報銷私人費用而辭職，由會長早河洋代理社長職務。同年6月，篠塚浩就任朝日電視台新社長。2024財年，朝日電視台第一次獲得了個人收視率及家庭收視率的雙重三冠王。

## 節目

### 新聞節目

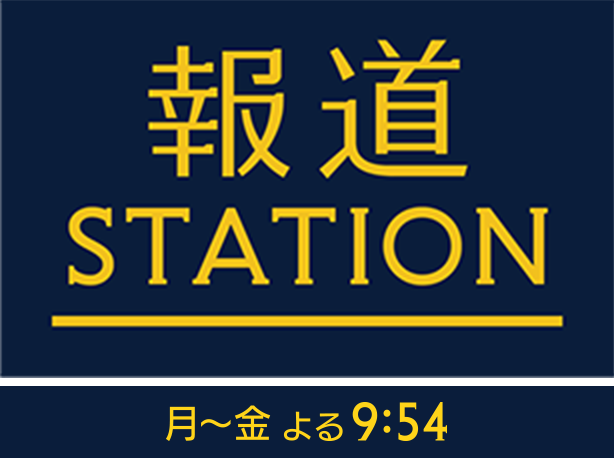
《報道STATION》的現行標誌

日本教育電視台在開播時於每日正午、傍晚、晚間播出三次時長15分的新聞，並在開播翌年的11月將每日新聞播出次數增加至4次:58。1963年11月23日，NET電視台和NHK共同進行了日本第一次衛星電視轉播:93-95。阿波羅11號登月時，NET電視台亦主導了在日本的實況轉播，並為登月播出了11個報道特別節目:143-146。1967年開始播出的《ANN 夜間廣角新聞》是NET電視台第一個由專任新聞主播主持的新聞節目:142。1972年淺間山莊事件時，NET電視台累計播出了8小時40分的報道特別節目:186-187。1974年，ANN各加盟台簽訂了《ANN新聞協定》，加強各台合作，亦強化了朝日電視台的新聞取材網:221-222。1975年昭和天皇訪美時，朝日電視台首次啟用了電子新聞採集（ENG）系統:225-227。1970年代後期，朝日電視台先後開設了首爾、曼谷、北京等支局，強化在海外的取材網:253。1982年，朝日電視台和美國有線電視新聞網（CNN）簽訂合作協議，互相交換新聞素材:326。在1990年取材雲仙普賢岳火山噴發時，朝日電視台有一名記者殉職:238。1995年阪神·淡路大地震時，朝日電視台在地震當天10時至23時30分播出報道特別節目，並在震後兩個月設置了ANN取材本部:60。2011年東日本大震災時，朝日電視台在震後連續播出了103小時的報道特別節目:16。
自1985年《NEWS STATION》開始播出之後，朝日電視台長期在日本的夜間新聞收視競爭中佔據優勢。當時各台在平日22點時段均播出娛樂節目。《NEWS STATION》不僅是這一時段第一個大型新聞節目，還啟用前TBS主播久米宏擔任主持，開創眾多先例:21。《NEWS STATION》以「中學生也能看懂的新聞」為製作理念，久米宏辛辣的言論亦是該節目長期取得高收視率的原因之一:35-38。雖然播出第一週的平均收視率僅有8.7%:36，但在1986年轉播挑戰者號爆炸事故時獲得14.6%的收視率，第一次收視率超過10%:171。之後該節目收視穩定，1994年更創出過34.8%的收視率記錄:193-194。《NEWS STATION》成為民營電視各台開始在新聞節目上傾注資源的契機。為打破朝日電視台在22點時段壟斷新聞節目這一局面，TBS曾在1980年代後期播出《JNN新聞22 Prime Time》及《JNN News Desk'88》，但兩個節目均收視率低迷，僅各播出一年就被腰斬:467-472。NHK也曾經兩次在22點時段播出大型新聞節目，包括1988年至1990年播出的《NHK新聞TODAY》和2000年至2006年播出的《NHK10點新聞》，同樣未能動搖朝日電視台在這一時段的優勢。《NEWS STATION》的後繼節目是2004年開始播出的《報道STATION》:23。該節目維持了朝日電視台在平日晚間10時的收視優勢，自開播至2009年5月的平均收視率有13.8%:32-33，並在2013年3月8日創出33%的收視率記錄:35。2017年，朝日電視台開始播出《SATURDAY STATION》和《SUNDAY STATION》節目，實現每日晚間時段均播出大型新聞節目，加強週末在新聞時段上的投入:22。
1997年開始播出的《超級J頻道》是核心局第一個播出時間達2小時的傍晚新聞節目，並率先開始在新聞節目中介紹美食、娛樂等資訊，以吸引主婦觀眾:44-45。《超級J頻道》的平均收視率曾在2010年代初期超過8%，現在亦處在同時段收視率前列。《超級J頻道》在2014年播出的東日本大震災3年特別節目獲得了第51屆銀河賞的獎勵賞:40-41。
朝日電視台晨間的新聞節目在1985年至2013年期間以「Yajiuma」冠名，其特徵之一是大量介紹當天報紙內容，但收視率並不佔優勢:39。2013年開始，朝日電視台開始播出新的晨間新聞節目《Good! Morning》，並對內容進行大幅調整，收視率亦上升至核心局同時段節目第三位:34-35。2017年之後，《Good! Morning》的收視率更超過9%，一度在核心局晨間節目中獲得收視冠軍。
新聞討論節目是朝日電視台的強項之一。由島田紳助和田原總一朗主持的《Sunday Project》是朝日電視台和朝日放送共同製作的新聞討論節目，播出於1989年至2010年:46。同為田原總一朗主持的《討論到天亮》亦是朝日電視台的新聞討論節目，雖然僅每月在深夜播出一次，但創造過8%的收視率記錄:21。舛添要一、姜尚中等名嘴是因該節目而成名:32-33。

### 資訊節目
NET電視台在1964年效仿美國NBC的《今天》節目，開始播出《木島則夫晨間秀》。當時晨間時段是NHK的優勢領域，民營各台大多在這一時間播出重播或兒童節目以控制成本。《木島則夫晨間秀》憑藉主持人木島則夫的個性在播出一年後取得了15%前後的高收視率，成功獲得主婦群體中的人氣，開拓了平日晨間這一收視不毛之地:99-103。木島則夫退任後，奈良和、田丸美壽壽等人曾主持《晨間秀》:40-41。播出於1993年至2011年的《超級早晨》是《晨間秀》的後繼節目:40。羽鳥慎一在2011年加入朝日電視台後，《超級早晨》被他的冠名節目《Morning Bird》節目替代，收視率明顯上升:37。2015年，《晨間秀》時隔22年復活，由羽鳥擔任主持。2016年開始，《晨間秀》穩定佔據同時段核心局各節目收視第一:36-37，更在2020年首次獲得包括NHK在內的各台收視第一，個人收視率亦在2020年度獲得首位。
在《木島則夫晨間秀》取得成功之後，NET電視台又在1965年推出了類似節目《午後秀》。該節目雖然最初收視欠佳，但在桂小金治擔任主持後獲得眾多主婦觀眾。這兩個節目的成功使得NET電視台在平日白天的主婦向節目競爭上取得優勢:116-118。為慶祝播出3,000期，《午後秀》在1976年9月曾前往蘇聯莫斯科製作一周的特別節目:235-236。但在1985年，《午後秀》受造假私刑事件（後述）影響而停播。此後朝日電視台的午間節目曾長期收視低迷。但1996年開始播出的《WIDE!SCRAMBLE》改變了這一局面:42-43。1998年後，該節目長期由大下容子主持，在這一時間段穩定處於收視前列:38-39。2019年開始，《WIDE!SCRAMBLE》成為大下容子的冠名節目。
《23時秀》是NET電視台自1971年開始播出的一檔深夜資訊節目，內容具有成人色彩，曾播出「羅蔔腿大賽」等刺激內容的企劃:104。但該節目也因內容過於低俗而被ANN當時在近畿地方的加盟台每日放送拒絕聯播，一時引發騷動:185。1980年開始播出的《今夜》及1994年開始播出的《今夜2》均是繼承《23時秀》特色的深夜資訊節目，雖仍時有成人話題內容，但亦有播出社會新聞等硬派主題:109。

### 電視劇

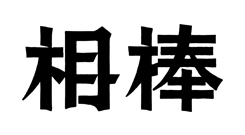
《相棒》是朝日電視台最為成功的系列電視劇之一

播出於1962年至1966年的《判決》是一部法律題材電視劇，獲得過30.4%的高收視率，引發巨大社會反響:80-81。自1963年開始播出的《POLA名作劇場》以女性向電視劇為主，其中包括眾多改編自名著的文學性較強的作品，播出長達16年:81-83。此後朝日電視台亦持續製作眾多改編自文學作品的電視劇。1999年播出的《兄弟》改編自獲得直木賞提名的同名小說，由北野武和豐川悅司主演，收視率高達25.5%:124。朝日電視台開播45週年紀念電視劇《流轉的王妃》和《弟》也均改編自文學作品，前者是日本第一部在紫禁城實景拍攝的電視劇:124-125。朝日電視台還曾六次製作改編自松本清張長篇小說《黑革記事本》的電視劇:124。
警察題材電視劇是朝日電視台的強勢領域。這和朝日電視台在開台初期播出過大量同類型美國電視劇，以及和東映的資本關係有關:69-70。1960年代初期開始播出的《特別機動搜查隊》、《鐵道公安36號》是NET電視台最初的兩部自製警察題材連續劇，兩者的最高收視率記錄都曾超過33%:70-72。《特捜最前線》播出於1977年至1987年，最高收視率曾達27.4%。朝日電視台和石原製作合作拍攝的《西部警察》由渡哲也主演，在日本全國約4,500處取景。藤田誠主演的《逸脫刑事純情派》播出長達11年，平均收視率達16.7%:132。
播出於1999年至2014年的週四晚間八點推理連續劇同樣是朝日電視台和東映共同製作的節目，《科搜研之女》、《京都迷宮案內》等知名系列亦在這一劇場播出:133。其中最成功的《科搜研之女》在2019年4月至2020年3月連續播出一年，也是朝日電視台時隔20年在黃金時段播出長達1年的電視劇:82-83。週三晚間九點時段同樣是朝日電視台的推理電視劇時段，2000年開始播出的推理電視劇《相棒》是這一時段最著名的作品。《相棒》由水谷豐主演，同樣是朝日電視台和東映合作製作的電視劇，在2008年首次記錄20%以上的收視率，並且還製作了劇場版:117。2010年播出的《相棒》第9季的平均收視率達20.3%，創出迄今最高記錄:80-81。《警視廳搜查一課9係》及其後身《特搜9》、《刑警七人》等系列作品亦在這一時段播出:88-89。
1985年開始播出的週四晚間連續劇的前身是播出於1966年至1981年的國際黃金劇場:129。週四晚間連續劇以播出多樣題材的電視劇而著稱，成為流行語的《熟年離婚》即是這一劇場的作品:130-131。近年該劇場最為成功的作品是米倉涼子主演的《Doctor-X》，其第三季的11集全部收視率超過20%:19。至2019年，《Doctor-X》已播出6季，其主演米倉涼子亦因該劇而有「收視率女王」之稱:84-85。木村拓哉主演的《BG～身邊警護人～》、天海祐希主演的《緊急審訊室》、澤村一樹主演的《最強名醫》等高收視率系列作品亦是這一時段的電視劇:92-93。週五晚間連續劇是朝日電視台代表性的深夜電視劇。阿部寬及仲間由紀惠主演的《圈套》、高橋克典主演的《特命係長 只野仁》等高收視作品均是這一劇場的作品:118-119。2010年代後，該劇場的《家政夫三田園》、《匿名偵探》等作品獲得高收視率，並實現系列化:94-95。2017年開始播出的《週六夜間電視劇》是朝日電視台為培養新生代製作者而開設的電視劇時段。《大叔的愛》、《東京獨身男子》等在年輕觀眾中獲得歡迎的電視劇在這一劇場播出:98。
1977年開始播出的《週六廣角劇場》以播出懸疑題材的2小時電視劇為主，播出長達40年，是日本最著名的2小時電視劇劇場之一:250-251。《家政婦的見證》是《週六廣角劇場》最著名的作品之一，之後還以連續劇的形式播出:120-121。改編自松本清張同名小說的《點與線》由北野武主演，是朝日電視台開播50週年紀念電視劇，取得23.8%的高收視率，並獲得藝術祭電視部門電視劇大賞:121。2019年播出的《白色巨塔》是朝日電視台開播60週年紀念電視劇，取得13.3%的平均收視率:96-97。
1964年開始播出的《德川家康》改編自山岡莊八的同名小說，是NET電視台最初的時代劇之一，播出長達1年4個月:104-105。兩年後NET電視台製作了改編自司馬遼太郎同名小說的時代劇《功名十字路》:122-123。NET電視台和三船製片公司有合作關係:163-166。1971年播出的《大忠臣藏》是三船敏郎出演的第一部電視劇，取得過近30%的高收視率:172-174。但1998年後，朝日電視台不再製作時代劇:133。播出於2017年至2020年的《帶狀連續劇劇場》是日本民營電視台近年少有的帶狀連續劇，主要面向中高年觀眾:86-87。
《皮鞭》和《拉勒米牧場》這兩部美國電視劇均取得過超過40%的超高收視率，是令日本教育電視台擺脫初期困境的重要節目:55-56。朝日電視台在1977年連續8晚播出美國影集《根》，平均收視率高達23.4%:257-259。受《根》的成功影響，朝日電視台在1981年播出美國影集《將軍》，並同樣連續8晚播出，取得21.2%的高收視率:296-297。但朝日電視台在此之後播出的《達拉斯》收視不如預期:309。在1984年連續8晚播出的美國影集《戰爭風雲》也只取得了10%的平均收視率，導致此後朝日電視台減少播出美國電視劇:328。朝日電視台在2020年翻拍了美劇《24》，並作為開播60週年紀念電視劇《24 JAPAN》播出，但收視及口碑並不理想。

### 綜藝節目

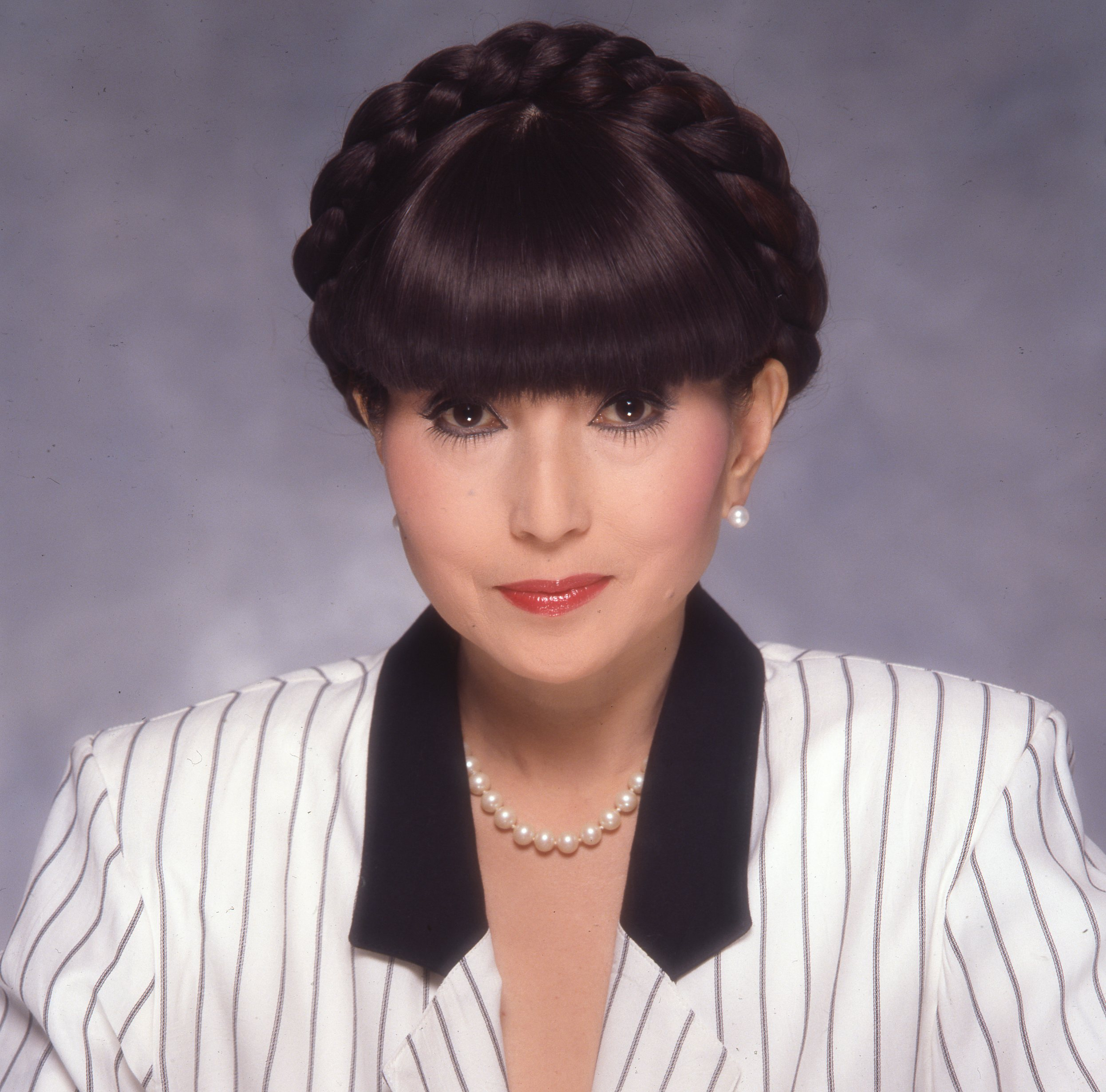
由黑柳徹子主持的《徹子的房間》已播出超過11,000集

由員工企劃誕生的競猜節目《競猜 Time Shock》是朝日電視台在初期最成功的綜藝節目之一，第一任主持人是田宮二郎，獲得過29%的超高收視率，並播出長達17年:103。1976年開始播出的《小欽的胡鬧到何時!》是萩本欽一的冠名節目，最高收視率記錄曾達42%:108。1975年至1992年播出的《獨占!女人的60分》是一個在週六正午播出的女性向綜藝節目，憑藉徹底的女性視角和強烈體驗感的內容而獲得女性觀眾好評:104-105。《北野武的體育大將!》是一檔體育主題綜藝節目，其中部分企劃由北野武本人策劃:110。播出於1989年至1996年的《週五數據樂園》原本是新聞節目中的一個單元，介紹各種面向青少年的娛樂排行榜資訊，最高收視率曾達20.3%:111。《目撃!紀錄片》播出於1994年至2002年，是一檔以家庭題材紀錄片為主要內容的綜藝節目，在女性及家庭觀眾中獲得好評:112。《火焰挑戰者》是小內小南的冠名節目，最高收視率記錄達21.7%。節目中的「電流急急棒」單元吸引多個外國節目購買版權效仿，還製作了遊戲:113。
《北野武的TV擒抱》是一檔社會及時事議題討論綜藝節目，在2004年創出過22.1%的收視率記錄:96。《林修的就是現在!講座》是日本著名補習班講師林修的第一個冠名節目，亦是他爆紅的契機:67。週六晚間播出的《拜託了!排行榜GOLD》源自於深夜的帶狀綜藝節目，介紹各類有趣實用的排行榜資訊:71。現在週日晚間是朝日電視台較為強勢的綜藝時段，《珍奇百景鑑定團》及《遠離人煙的一戶人家》（由ABC電視台製作）和日本電視台的同時段綜藝節目展開激烈的首位爭奪:72。
朝日電視台將週一至週四晚間11點時段播出的綜藝節目統稱為「新綜藝」，是朝日電視台重點開拓的綜藝節目群，眾多黃金時段綜藝節目均曾於這一時段播出，後升格至黃金時段:92。例如播出於2000年至2016年的藝人真人秀節目《黃金傳說》:88-89；自1999年開始播出，主要面向年輕女性觀眾的《男女糾察隊》:89；競猜節目《阿Q猜謎王》:90皆是從新綜藝升格至黃金時段播出的綜藝節目。2010年代後，從「新綜藝」時段升格至黃金時段播出的主要節目有週一晚間播出的《超級挑戰》及《10萬日元能做到嗎》:66；曾每週播出兩次的搞笑藝人清談節目《毒舌糾察隊》:74；貴婦松子和有吉弘行的冠名節目《松子&有吉 苟且天國》:70。在1982年至2023年於週五深夜播出的《塔摩利俱樂部》是資深搞笑藝人塔摩利的冠名節目，其「空耳時間」、「塔摩利電車俱樂部」等企劃頗具知名度:90。2020年10月，朝日電視台在平日深夜2時時段推出了新的深夜綜藝板塊Barabara大作戰。
自1976年2月2日開始播出的《徹子的房間》是朝日電視台的招牌清談節目，由黑柳徹子主持:247。該節目的累積播出集數已超過11,000集，創造由同一主持人主持的最多集數節目吉尼斯世界纪录。《徹子的房間》在2006年獲得菊池寬獎，柴契爾夫人等海外要人亦曾在該節目登場:98-99。2006年開始播出的《散步系列》是朝日電視台在平日上午播出的旅行節目，第一任主持人是演員地井武男:100，第二任主持是演員兼歌手加山雄三，現任主持是喜劇演員高田純次。

### 音樂節目
在NET時期，朝日電視台較為成功的音樂節目有帶動模仿熱潮，收視率曾高達34.1%的《象印明星模仿大合戰》:102；聚焦歌謠曲類型音樂的直播節目《Best 30歌謠曲》:103。1986年開始播出至今的《MUSIC STATION》是朝日電視台的招牌音樂節目，由塔摩利及朝日電視台女性主播主持。在該節目開始播出的1980年代，其他電視台亦曾播出《The Best Ten》（TBS）、《夜晚的Hit Studio》（富士電視台）等大型音樂節目，《MUSIC STATION》最初收視率也不及這些節目:95。但進入1990年代後，日本的音樂節目數量逐漸減少，《MUSIC STATION》遂成為核心局少數在黃金時段直播的大型音樂節目，收視率也水漲船高。1999年宇多田光首次出演時，該節目創下26.5%的收視率記錄。2010年，《MUSIC STATION》迎來播出第1,000集:15。自1992年開始，《MUSIC STATION》在每年年底播出大型特別節目《MUSIC STATION SUPER LIVE》:94。在迎來播出30週年之際，《MUSIC STATION》在2015年9月23日播出了10小時特別節目《MUSIC STATION ULTRA FES》，取得18.3%的高收視率。此後《MUSIC STATION》在2016至2018年亦播出了同樣的時長10小時的特別節目:77。2019年，《MUSIC STATION SUPER LIVE》和《MUSIC STATION ULTRA FES》實現合體播出，在12月27日播出了時長超過11小時的特別節目。
開始播出於1956年的《無名音樂會》是日本民營電視台少有的古典音樂節目，第一任主持人是作曲家黛敏郎，由出光興產獨家贊助:129。該節目在2009年被吉尼斯世界纪录列入世界最長壽的古典音樂節目:97。朝日電視台在1975年至1990年期間曾主辦全日本歌謠音樂祭，是當時眾多由電視台主辦的大型音樂頒獎典禮之一:230-232。

### 體育節目

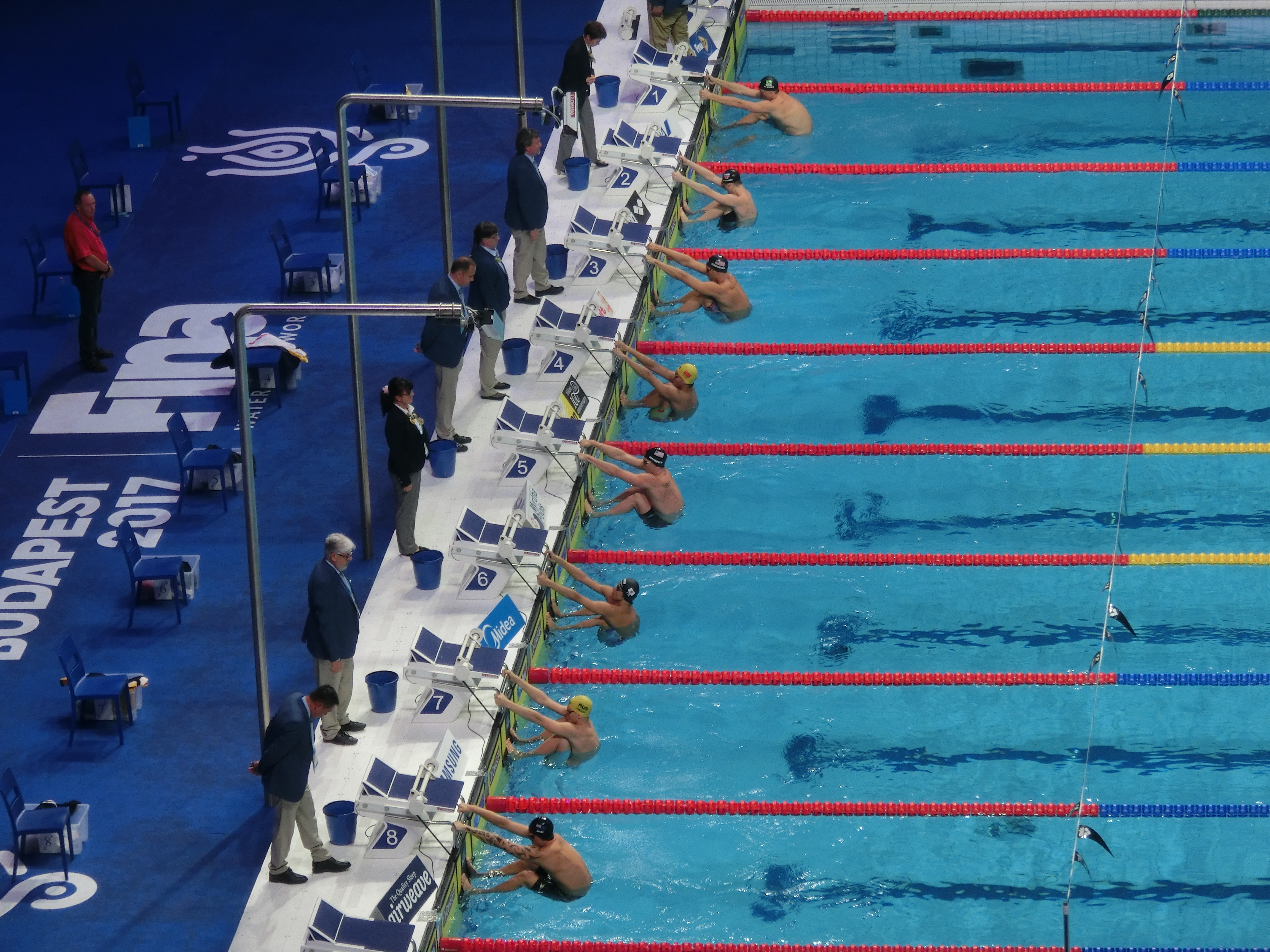
朝日電視台是世界游泳錦標賽中日本的轉播單位

日本教育電視台在開播時和職業棒球球隊東映飛人簽訂了轉播契約:60。1964年東京奧運會時，NET電視台派出了150名員工進行採訪，轉播了眾多賽事:106-108。NET電視台在1975年開始轉播橫濱大洋的比賽，時隔10年再次開始轉播職棒夜場比賽，並持續轉播大洋的比賽至1982年:215-216。為準備擁有獨家轉播權的1980年奧運會的轉播工作，朝日電視台在1979年設立了體育局:82。在1980年奧運會期間，朝日電視台累積播出了超過44小時的奧運節目，於每日上午播出賽事集錦，並於深夜時段直播部分熱門賽事:285。但莫斯科奧運會的失敗並未減少朝日電視台在體育領域的投入。1982年，朝日電視台轉播了溫布頓網球錦標賽:313-314。翌年朝日電視台是第一屆世界田徑錦標賽在日本的轉播單位:320，並且在轉播馬拉松時取得10%以上的高收視率:321-325。
現在朝日電視台在游泳和足球轉播上注力較多。自2000年開始，朝日電視台取得了日本國家足球隊參加的亞洲足球協會賽事獨家轉播權:64-65。朝日電視台轉播的2006年國際足協世界盃日本對克羅地亞的收視率高達52.7%，是朝日電視台迄今的最高收視率記錄。2022年國際足協世界盃時，朝日電視台轉播日本對哥斯達黎加的比賽亦創出個人收視率30.6%的台史第二高的收視率記錄。自2001年在福岡市舉辦的第九屆世界游泳錦標賽開始，朝日電視台是世界游泳錦標賽在日本的獨家轉播單位:68-71。在日本本土舉辦的2001年世界游泳錦標賽也創出收視佳績，成為朝日電視台在21世紀後業績上揚的一大契機:70。高爾夫球轉播亦是朝日電視台的強勢體育轉播項目之一，自1970年代開始即主辦「日本職業高爾夫配對賽」等高爾夫球賽事:216-217。1982年開始，朝日電視台是英國高爾夫球公開賽在日本的轉播台:314-315。美國高爾夫公開賽在日本亦由朝日電視台進行轉播:58-59。朝日電視台自2005年開始取得国际滑冰联盟花样滑冰大奖赛，和富士電視台並列為核心局中對花樣滑冰轉播傾注資源最多的電視台:50-51。2017年，朝日電視台取得了世界體操錦標賽的轉播權:22。

### 動畫節目

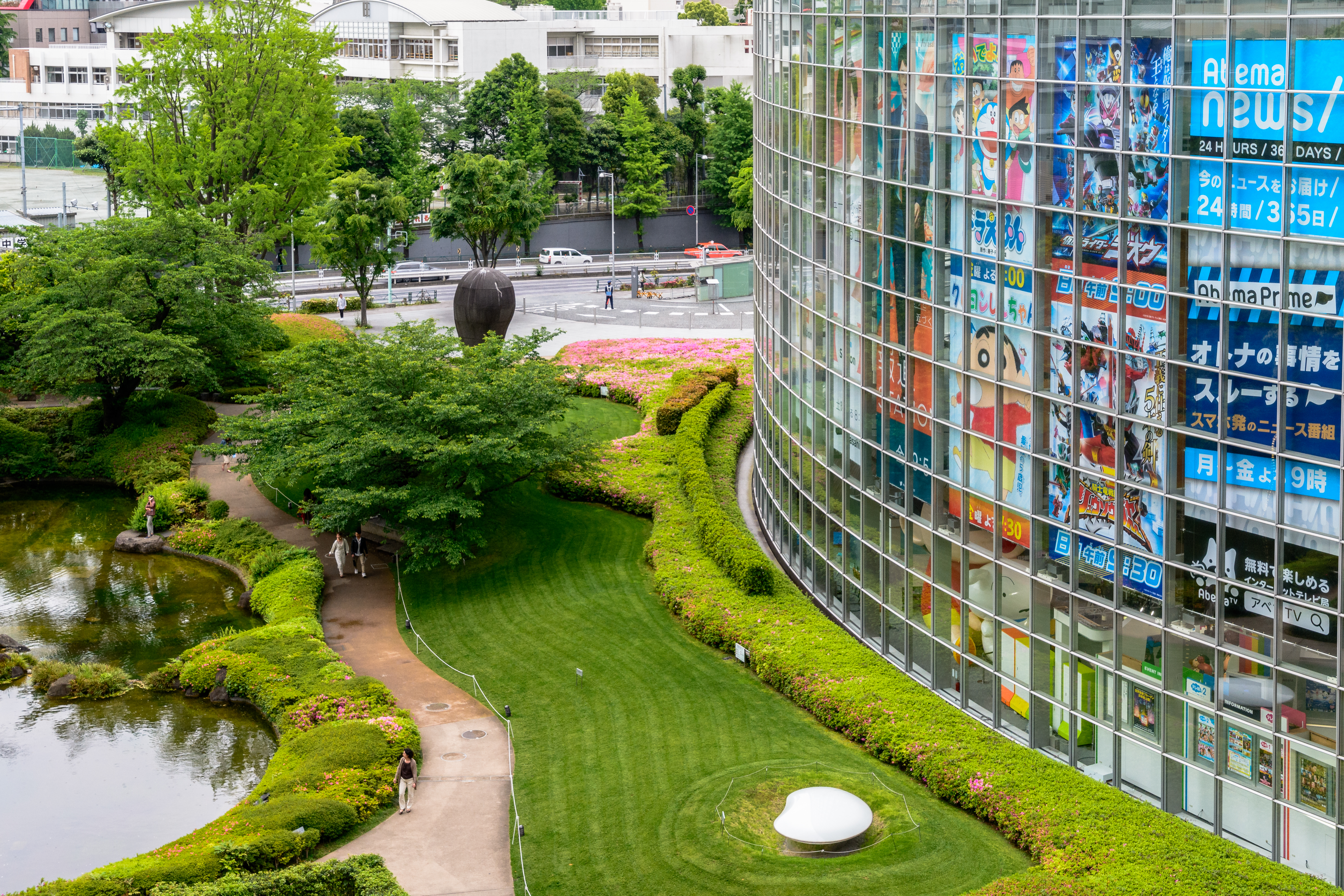
朝日電視台總部及毛利庭園。圖中右側可見《哆啦A夢》、《蠟筆小新》等朝日電視台動畫節目的海報

朝日電視台播出的第一部動畫片是美國動畫《狄克·崔西》，第一部日本國產動畫則是《狼少年健》。《魔法使莎莉》是朝日電視台第一部彩色動畫節目，獲得過25.1%的超高收視率。播出於1975年至1982年的《機靈小和尚》是朝日電視台在1970年代的代表動畫片，最高收視率曾達27.2%。《美少女戰士》是朝日電視台的代表性少女動畫作品，共播出200集，其台詞「代表月亮處置你」成為流行語:136-137。《灌籃高手》則是朝日電視台最成功的體育題材動畫，平均收視率高達15.3%。特攝節目亦是朝日電視台的強勢領域。《假面騎士系列》自1975年開始由朝日電視台製作，在兒童觀眾有很高人氣:140。1975年開始播出的《超級戰隊系列》是朝日電視台的另一招牌特攝節目:141。菅田將暉、福士蒼汰、竹內涼真、松坂桃李、千葉雄大、橫濱流星等演員均是從上述兩個節目出道:104-107。朝日電視台近年加大了在深夜動畫領域的投入，在2016年播出了原創花式滑冰題材動畫《Yuri!!! on ICE》:103。2020年4月，朝日電視台新開闢了深夜動畫時段NUMAnimation。
朝日電視台在1979年至1989年曾以《藤子不二雄劇場》名稱播出了眾多改編自藤子不二雄（藤子·F·不二雄和藤子不二雄Ⓐ）漫畫作品的動畫節目，其中以1979年開始播出的《哆啦A夢》最為成功:279，並且曾創造31.2%的高收視率記錄。《哆啦A夢》現已成為最著名的日本動畫作品之一，在海外亦有高知名度:138-139。《蠟筆小新》自1992年開始播出，是現在朝日電視台另一主要動畫節目，最高收視率記錄達28.2%。和《哆啦A夢》同樣，《蠟筆小新》亦在海外有很高人氣:140。但受到少子化導致動畫節目收視低迷等因素的影響，2019年10月開始，《哆啦A夢》和《蠟筆小新》的播出時間從週五晚間移至週六傍晚。

### 電影節目
1966年10月開始播出的《週六洋片劇場》（土曜洋画劇場）是日本電視界第一個定期播出的時長達2小時的節目:128。翌年4月，《週六洋片劇場》改在週日播出，並更名為《週日洋片劇場》。該節目長期由淀川長治擔當電影解說，是日本具代表性的電影節目:150-156。《超人》《艾曼妞》《浩劫後》《終結者》《終極警探》等電影均曾在《週日洋片劇場》播出。該節目的成功也引發其他各核心局在黃金時段播出電影節目:134-135。但由於電影版權購買費用高漲，以及觀眾收看電影的方式趨於多樣化，《週日洋片劇場》在2017年停止播出，亦標誌洋片節目從核心局的黃金時段節目表消失。

### 紀錄片
1989年開始播出的《THE SCOOP》長期由鳥越俊太郎主持，是朝日電視台具代表性的紀錄片節目，獲得過銀河賞的肯定。該節目也是最早關注朝鮮綁架日本人問題的節目之一:48。《Telementry》是一檔播出ANN各加盟台製作的優秀紀錄片的節目，自1992年開始播出:48。播出於1985年至2003年的《自然特集》是一個紀錄世界各地人類和大自然之間互動的節目，不僅獲得民放聯賞等獎項肯定，亦記錄過20.2%的高收視率:49。

## 攝影棚

### 六本木6丁目總部

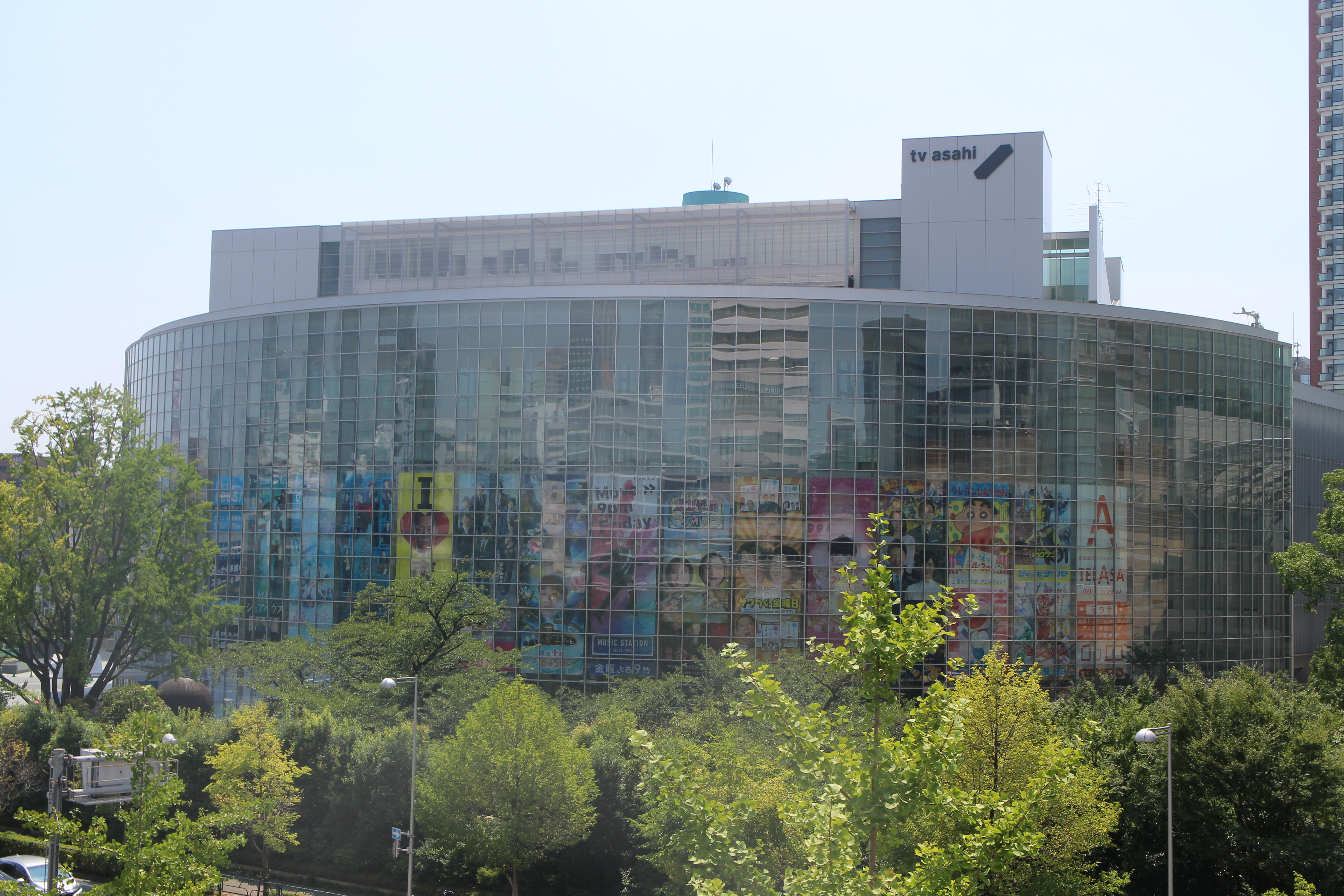
2003年啟用的朝日電視台總部大廈，位於六本木新城之內

朝日電視台現在的總部由槙文彥設計，開工於2000年，竣工於2002年12月。2003年4月開始，朝日電視台各部門陸續搬入新總部，並於同年9月開始自新總部播出節目:284-285。這座建築地下有3層，地上有8層，內設有5個攝影棚:260，總樓面面積有73,700平方公尺:250。朝日電視台總部中庭開放一般民眾參觀，是六本木地區的主要觀光景點之一。2016年，朝日電視台對總部內的多功能攝影棚進行改造，改名為EX櫸坂攝影棚，主要由AbemaTV的24小時新聞台AbemaNews使用:116。
朝日電視台總部所在地在二戰前曾有真田家設立的稻荷之祠。日本教育電視台修建總部時，在拆除稻荷之祠的同時從稻荷社總本宮京都市伏見稻荷大社接受御分靈，修建NET稻荷神社，並在1977年改名為朝日電視台神社。在新總部建設期間，御分靈曾交由附近的櫻田神社保管:279。新總部竣工後，朝日電視台在7層設有朝日電視台稻荷:165。
2011年4月，朝日電視台在經營計劃「digital 5 vision」中提出了「六本木媒體城」的構想。為此朝日電視台自總部附近購買不動產，包括2009年購入的COI六本木（後改建為EX塔）、2011年購入的EX櫸坂大廈、2015年購入的EX芋洗坂大廈。朝日電視台及其集團子公司入駐這些建築:136。EX塔竣工於2013年10月25日，建築內設有劇場EX THEATER ROPPONGI:138-139。

### ARK放送中心
朝日電視台ARK放送中心竣工於1985年，是朝日電視台和森大廈合作開發的產物。為確保必要的攝影棚面積，這座建築約三分之二的面積位於方舟山卡拉揚廣場的地下:187-188。ARK放送中心地上有2層，地下有4層，總樓面面積約13,600平方公尺，擁有一個面積約600平方公尺的攝影棚，兩個面積約400平方公尺的攝影棚，以及面積約250平方公尺的新聞專用攝影棚。ARK放送中心在竣工後主要用於製作現場直播的節目，錄播節目仍主要在六本木中心製作:225。此外在1985年至2003年期間，朝日電視台還曾使用方舟山的部分樓層作為辦公樓使用:250。

### 六本木中心

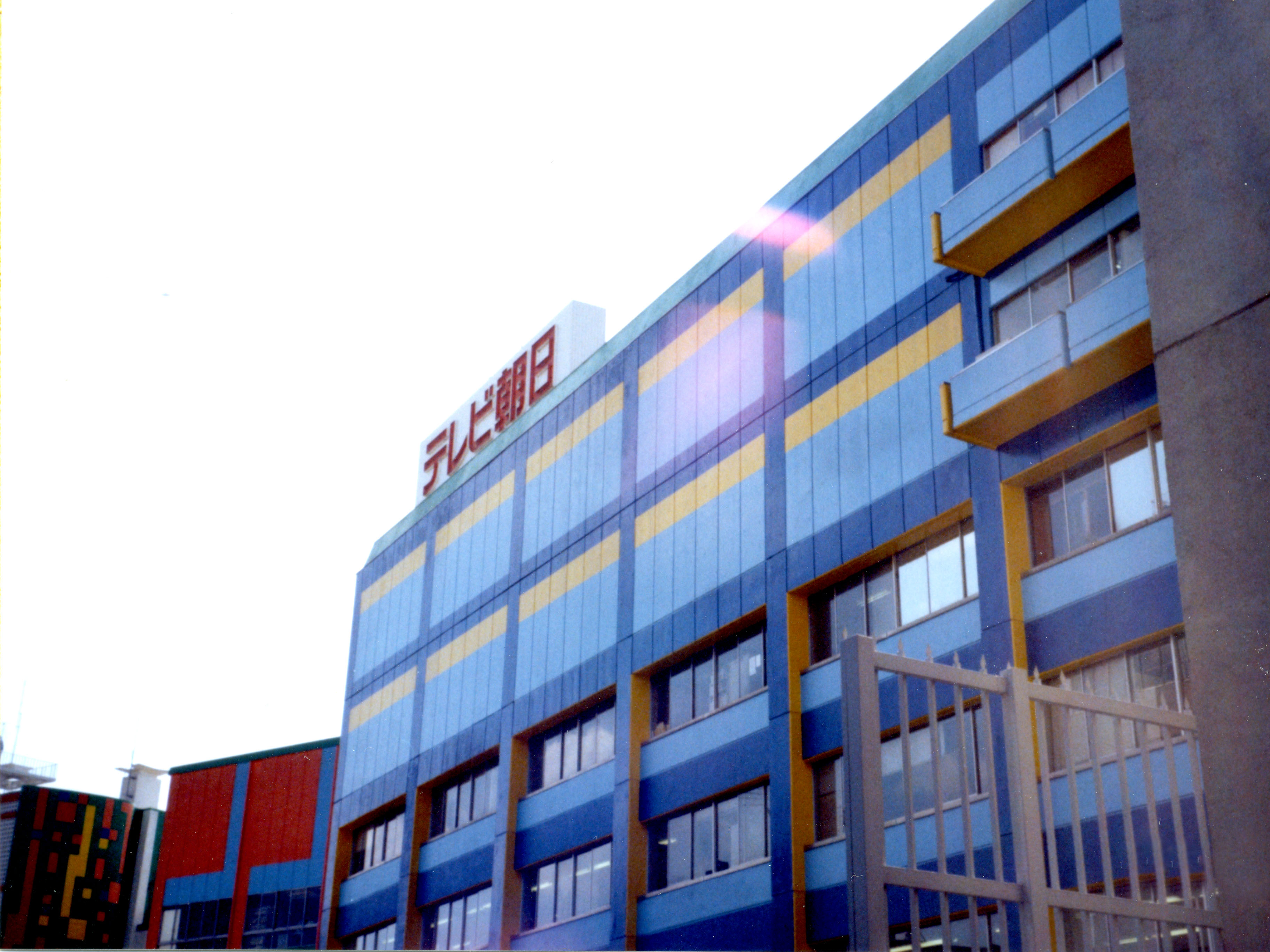
1989年時的六本木中心，頂樓矗立當時朝日電視台標準字體

日本教育電視台在開台時的總部候選地點有御茶之水的岸紀念體育會館、東京大倉飯店鄰接地、河田町（後成為富士電視台總部）等地。在考量交通便利和擴張余地後，日本教育電視台從東映購得六本木的一塊面積9,147平方公尺的土地作為總部所在地:24。日本教育電視台本館由久米建築事務所設計，清水建設施工。地上有4層，地下有2層，設有4個攝影棚，耗資約4億日元:25。這座建築在1958年2月19日舉辦開工式:26，同年11月24日舉辦竣工式:32。
由於本館面積遠小於其他各核心局總部面積，日本教育電視台在本館之外還修建了眾多建築物。1959年4月18日，日本教育電視台第一別館竣工。其總樓面面積945平方公尺，共有3層:43。事務所棟竣工於1963年4月，位於本館西側，總樓面面積2,153平方公尺:96。第3別館竣工於1970年，總樓面面積5,365平方公尺:175。第4別館竣工於1973年，地下有2層，地上有6層，總樓面面積4,177平方公尺:190。1977年，朝日電視台自日果威士忌購買舊毛利屋敷等和朝日電視台總部相鄰的土地，面積8,274平方公尺:265。在1980年代中期，朝日電視台總部的佔地面積有32,468平方公尺，包括本館及5座別館建築，以及彩排棟、食堂棟等附屬建築:352-353。
ARK放送中心竣工之後，朝日電視台員工將六本木總部稱六本木中心（六本木センター）。2000年2月，朝日電視台開始拆除六本木中心建築，以修建六本木新城及朝日電視台新總部:253。

### 若葉台媒體中心
朝日電視台存放過去製作節目錄影帶及美術道具的倉庫原本位於平和島等沿海地區。但在東日本大震災後，朝日電視台認為沿海地區有海嘯等風險，決定將倉庫搬遷至內陸，修建了朝日電視台若葉台媒體中心:22。這座建築位於東京都稻城市若葉台，竣工於2017年2月，啟用於同年4月8日。朝日電視台的倉庫功能集中於此。建築共高6層，總樓面面積19,263平方公尺:155。若葉台媒體中心也是2017年及2018年的朝日電視台夏祭分會場:137。

### 過渡時期使用的攝影棚
作為六本木中心拆除至新總部竣工期間的辦公場所，朝日電視台曾在1997年3月至2010年2月在新宿區四谷租用攝影棚，稱為「四谷放送中心」:248。1999年開始，朝日電視台在江東區東陽町著手修建攝影棚，並於2000年啟用。2001年至2003年，朝日電視台還曾在神谷町租用建築，作為辦公空間使用:252-253。

## 大型活動
朝日電視台近年積極舉辦各類大型活動，以開拓廣告以外的收益。作為開播50週年紀念事業的一部分，朝日電視台是2009年在東京國立博物館展出了「國寶 阿修羅展」的主辦單位之一:119。2017年，朝日電視台主辦運慶展，吸引約60萬人參觀:119。2000年開始，朝日電視台參與了大型搖滾音樂節SUMMER SONIC的運營:144。2013年，朝日電視台主辦了保羅·麥卡尼日本公演:118。朝日電視台亦是大都會搖滾節的主辦單位之一:118。
自2014年開始，朝日電視台每年舉辦朝日電視台·六本木新城夏祭 SUMMER STATION，成為六本木新城在夏季重要的觀光活動:124-125。這一活動的舉辦場所除了朝日電視台總部外，亦包括六本木新城Arena、大屋頂廣場等六本木新城內的設施。朝日電視台的員工食堂在六本木新城夏祭期間亦開放給遊客利用。

## 製作電影
朝日電視台出資參與製作的第一部電影是1980年版《大雄的恐龍》:148。現在朝日電視台仍繼續參與《哆啦A夢》及《蠟筆小新》劇場版的製作，這兩部系列電影也長期創造票房佳績:138-140。2014年電影《STAND BY ME 哆啦A夢》在日本的票房收入達83.8億日元，並在日本以外多國上映:110。自《逸脫刑事純情派》在1989年製作電影版開始，朝日電視台就開始製作其熱門電視劇的電影版衍生作品:148。如《相棒》迄今已製作四部劇場版，其第一部劇場版作品《相棒劇場版 西洋棋殺人事件》吸引370萬人觀看:116。朝日電視台出資製作的《少年時代》在1990年獲得日本電影學院獎最佳作品獎:148。2015年電影《若與母親同住》在第39屆日本電影學院獎上獲得最佳男主角獎和最佳女配角獎，並代表日本參加第89屆奧斯卡金像獎評選:109。朝日電視台亦參與過日本國外電影的製作，如《千里走單騎》、《英雄》、《赤壁》:149。

## 爭議事件

### 造假私刑事件
1985年，朝日電視台資訊節目《午後秀》導演教唆其暴走族友人對女性中學生實施私刑，並將這些內容在這一年8月20日的《午後秀》播出，導致女學生母親自殺:165。同年10月9日，NHK播出警方可能逮捕節目導演的新聞。朝日電視台因此實施緊急內部調查。10月16日，《午後秀》節目導演被捕，《午後秀》節目本身也在10月18日被迫停播:229。這一事件導致日本電視業界用語「造假」（やらせ）廣為人知，朝日電視台時任社長田代喜久雄公開道歉:165。11月1日，郵政省對朝日電視台做出嚴重注意的指導:230。

### 椿事件
自民黨在1993年日本眾議院選舉未獲得半數議席，首次下野。在同年9月21日的日本民間放送聯盟第6次節目調查會會議上，針對這一年選舉時朝日電視台的報道立場，朝日電視台時任董事兼報道局長椿貞良發言稱「沒必要再追究小澤一郎。現在要絕對阻止自民黨繼續掌握政權，並進行促成反自民的聯合政權的報道。」「給予日本共產黨表明意見的機會並不公平」「報道自民黨梶山静六幹事長、佐藤孝行總務會長的合照就足以給觀眾不良印象，並醜化自民黨的形象」:171。10月13日，產經新聞在頭版報道椿貞良的這一發言，引發輿論嘩然。時任郵政省放送行政局長江川晃正因此召開緊急記者會，表示若朝日電視台確有違反《放送法》第76條，不排除停止朝日電視台使用無線電波的可能。椿貞良被解除董事和報道局長職務:240-241。10月25日，日本眾議院對椿貞良進行證人喚問。椿貞良表示道歉，但否認曾對朝日電視台的新聞內容作出具體指示:108-110。翌年8月29日，朝日電視台公佈了內部調查報告書，再次強調並未具體指示要求新聞報道支持特定政黨。郵政省此後並未取消朝日電視台的播出執照，但作出了嚴重注意的行政指導:240。

### 所澤類戴奧辛物質污染誤報
朝日電視台《NEWS STATION》在1999年2月1日的節目中引用民間研究所數據，報道埼玉縣所澤市生產的葉菜類蔬菜受到類戴奧辛物質污染。節目播出後所澤產的蔬菜價格暴跌，所澤農家對朝日電視台展開強烈抗議。同月《NEWS STATION》承認測出最大污染值的農產品是煎茶，而非葉菜。主持人久米宏在節目中致歉。同年6月21日，郵政省對朝日電視台作出嚴重注意的行政指導:86。所澤市農民在這一年9月提訴朝日電視台，要求朝日電視台賠償2.5億日元的損失。朝日電視台雖然在一審、二審勝訴，但最高裁判所推翻了二審判決，將案件退回東京高等裁判所。2004年6月，朝日電視台對農家道歉，並支付1,000萬日元的和解金，和農民達成和解:37。

### 玉川徹虛偽發言事件
2022年9月28日，朝日電視台員工玉川徹在他擔任評論員的節目《晨間秀》宣稱「電通介入了菅義偉在安倍晉三國葬時宣讀的悼詞」，但此發言有違事實。《晨間秀》在翌日對該不實發言道歉。玉川亦因這一發言受到停止出勤10天的處分。

## 註释
1. ↑  指將節目的播出時間設為每時54分，而非正點播出。
2. ↑  「三冠」指全日（6:00-24:00）、黃金時間（19:00-22:00）、晚間時段（19:00-23:00）三個時段皆獲得收視率第一。
3. ↑  原文，意為看熱鬧。

## 外部連結
- 官方网站 
  - 朝日電視台企業網站 （页面存档备份，存于）（日語）
- 朝日電視台的Facebook專頁 （日語）
- 朝日電視台的Instagram帳戶 （日語）
- 朝日電視台的X（前Twitter） （日語）
- YouTube上的朝日電視台頻道